# Casa-magatzem Roig i Martorell
La casa-magatzem Roig i Martorell és un edifici situat al carrer de la Junta de Comerç, 18-20 del barri del Raval de Barcelona, catalogat com a bé amb elements d'interès (categoria C), si bé la fitxa del Catàleg li atribueix per error la denominació informació «Cases Ramon Bach i Morlà», corresponent al núm. 26.

## Història

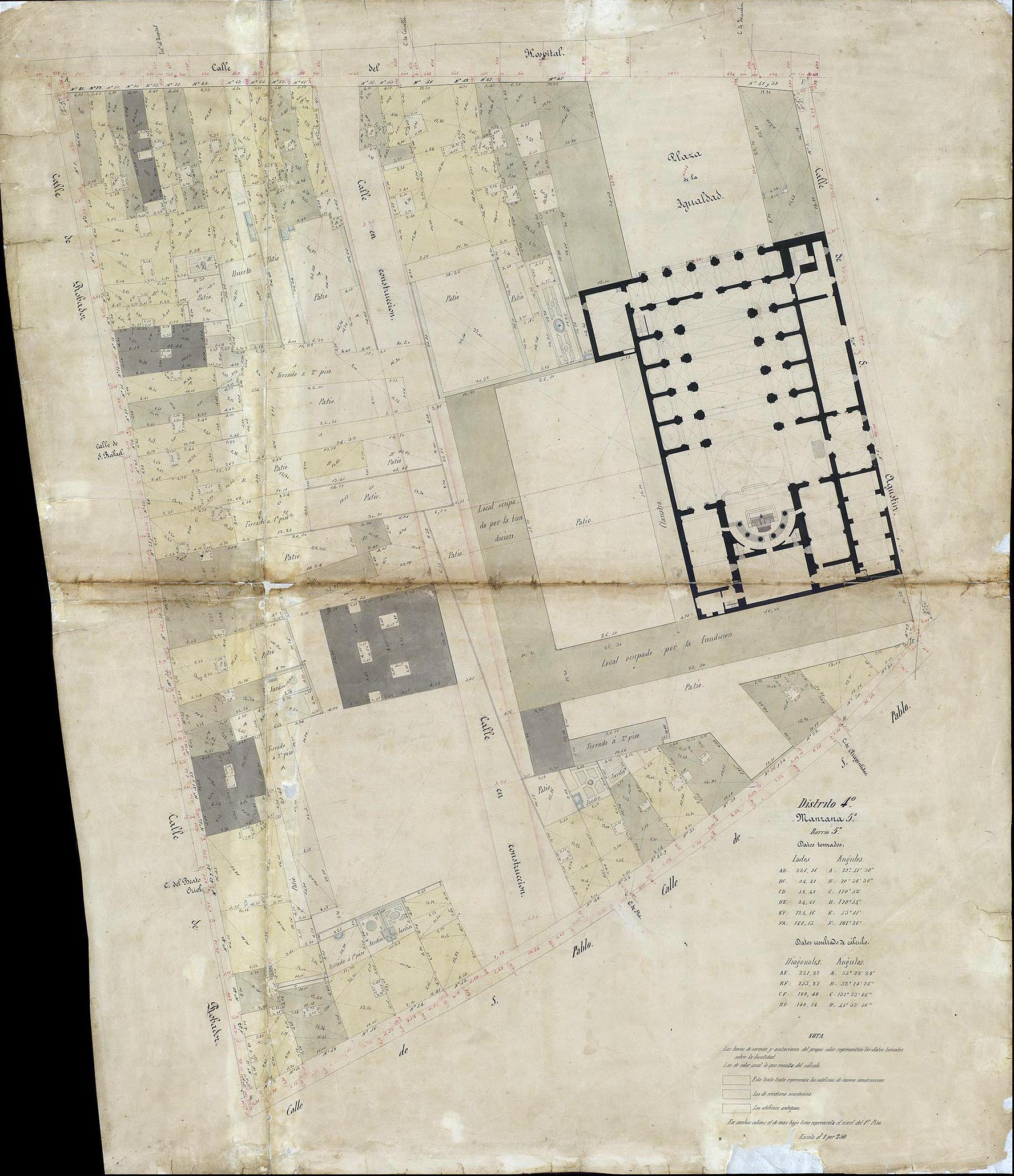
Quarteró núm. 96 de Garriga i Roca (c. 1861)

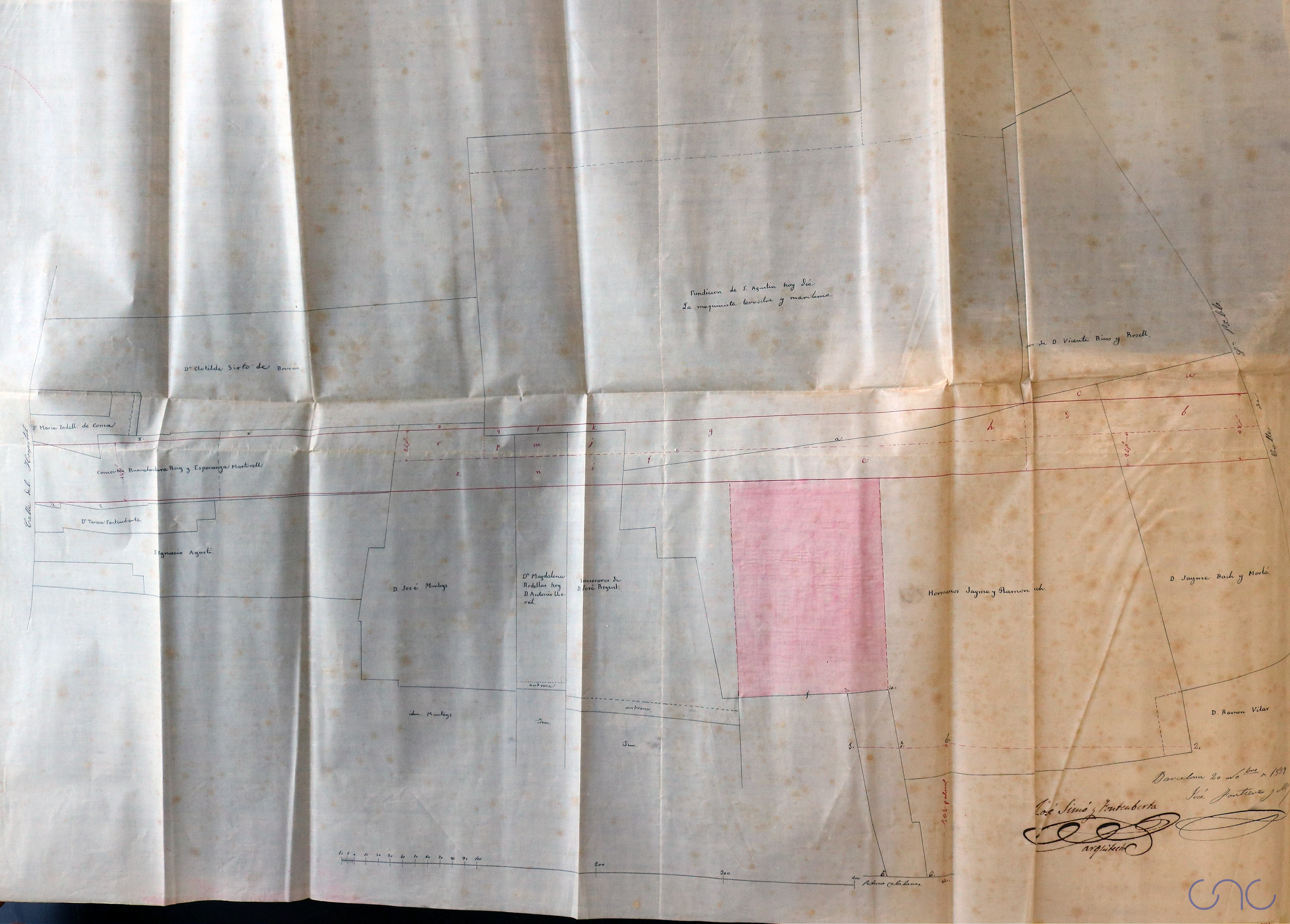
Projecte d'obertura del carrer de Mendizàbal (actual Junta de Comerç) amb indicació del solar adquirit pels cònjuges Roig i Martorell

El 1859 es va aprovar l'obertura del nou carrer de Mendizábal (actualment Junta de Comerç), i el 10 de març del 1860, els propietaris dels terrenys afectats van signar una escriptura notarial on feien constar que la profunditat edificable hauria de ser de 130 pams, limitant l'alçada permesa de les construccions de l'interior d'illa a 24 pams més 9 de la barana.
El comerciant Bonaventura Roig i la seva dona Esperança Martorell tenien dues cases al carrer de l'Hospital, 57 i 59 que s'havien d'enderrocar per a l'obertura del nou carrer, i van permutar-les per una porció de terreny de l'antic «hort d'en Morlà», propietat dels germans Jaume i Ramon Bach i Morlà, on van fer construir el primer edifici del nou carrer. Tanmateix, aquest va ultrapassar en uns 40 cm les alineacions traçades per l'arquitecte municipal Josep Simó i Fontcuberta, la qual cosa va motivar que l'Ajuntament n'ordenés l'enderrocament, que no es va arribar a efectuar.
L'any 1861, el matrimoni Roig-Martorell en van llogar un pis amb terrat i els magatzems amb sis portals al comerciant Valentí Marín. Anys més tard, hi havia el magatzem de Sala, Baladia i Cia, que tenia una fàbrica de gèneres de punt a Mataró, i ja a principis del segle xx, el magatzem del fabricant de paper Fills d'Antoni Oliva i Boada.